# Benedykt Chmielowski
Benedykt Joachim Chmielowski (Łuck, 20 maart
1700 - Firlejów bij Rohatyn, 7 april 1763) was een Poolse priester en auteur van de eerste Poolstalige encyclopedie.

## Leven
Chmielowski woonde het jezuïetencollege en het kathedraal-seminarie in Lemberg (Lwow) bij. Hij gaf toen les op verschillende scholen in die stad, en onder zijn studenten was Dymitr Jabłonowski, een lid van de Poolse aristocratie van de Jabłonowski's. Door deze verbinding kreeg hij de post van priester in de parochie Firlejów en werd vervolgens huisprelaat van aartsbisschop Mikołaj Gerard Wyżycki van Lemberg, deken in Rohatyn en kanunnik in Kiev.
Nadat Chmielowski in eerste instantie gebedenboeken, hagiografieën en preken had gepubliceerd, schreef hij het compendium Nowe Ateny albo Akademia wszelkiej sciencji pełna, na różne tytuły jak na classes podzielona, mądrym dla memoriału, idiotom dla nauk, polly: Nieuw Athene of Nieuwe Academie, gevuld met alle verschijnselen, onderverdeeld in klassen, wijs om te overdenken, nieuw voor de wetenschap, keuzegericht voor de praktijk, verdrietig als amusement). Het werk verscheen in twee delen in 1745–46 en een uitgebreide vierdelige versie volgde in 1754–56 uitgegeven in Lemberg (Lwow).
In het encyclopedisch werk bracht hij informatie samen uit de theologie, astronomie, astrologie, aardrijkskunde, geschiedenis, politiek, wiskunde, zoölogie, plantkunde en mineralogie, verwijzend naar de geschriften van meer dan honderd auteurs, in het bijzonder historische en geografische werken van Marcin Bielski, Jan Długosz en Marcin Kromer. Hoewel de auteur werd beschuldigd van plagiaat, fouten en de herhaling van verouderde informatie, en hoewel het werk al snel werd ingehaald door nieuwe publicaties zoals Zbiór potrzebniejszych wiadomości (Een verzameling van het nieuws dat u nodig heeft) (1781-1783) door Ignacy Krasicki, heeft Chmielowski nog steeds de eer de eerste Poolstalige encyclopedie te hebben geschreven.
Zelf is hij een van de hoofdrolspelers van de roman Księgi Jakubowe, uitgegeven in Warschau 2014 (De Jacobsboeken), van Olga Tokarczuk, Nobelprijs voor Literatuur in 2018.
- Gemeinsame Normdatei: 1032211709
- International Standard Name Identifier: 0000 0000 7151 1888
- Library of Congress Control Number: no2006059879
- Nationale Bibliotheek van Tsjechië: js2013746410
- Nationale Bibliotheek van Israël: 987007259740105171
- Nederlandse Thesaurus van Auteursnamen: 070398860
- Système universitaire de documentation: 100575706
- Virtual International Authority File: 73608002
- WorldCat: E39PBJx8JmCp6FRFmxdyTMCRKd